# Patricia Knatchbull, 2.ª Condessa Mountbatten da Birmânia
Patricia Edwina Victoria Knatchbull, 2.ª Condessa Mountbatten de Burma (14 de fevereiro de 1924 – 13 de junho de 2017) foi uma nobre britânica e a filha mais velha de Louis Mountbatten, 1.º Conde Mountbatten da Birmânia, e de sua esposa, Edwina Mountbatten. Ela é a irmã mais velha de lady Pamela Hicks e prima-irmã do príncipe Filipe, Duque de Edimburgo.
Conhecida, antes de 1946, como Patricia Mountbatten, e como A Baronesa Brabourne entre 1946 e 1979, lady Mountbatten de Burma sucedeu seu pai quando ele foi assassinado em 1979 pelo IRA. Essa herança de título a colocou na Câmara dos Lordes, onde ela permaneceu até 1999, quando o Ato da Câmara dos Lordes de 1999 foi executado, removendo a maioria dos pares do reino hereditários da Câmara.

## Casamento e filhos
Em 26 de outubro de 1946, ela casou-se com John Knatchbull, 7.º Barão Brabourne (1924-2005), enquanto seu pai estava a trabalho no Extremo Oriente. Eles tiveram sete filhos:
- Norton Knatchbull, 3.º Conde Mountbatten de Birmânia, nascido em 8 de outubro de 1947
- Michael-John Ulick Knatchbull, nascido em 24 de maio de 1950.
- Joanna Zuckerman, nascida em 5 de março de 1955.
- Amanda Ellingworth, nascida em 26 de junho de 1957.
- Philip Wyndham Ashley Knatchbull, nascido em 2 de dezembro de 1961
- Timothy Knatchbull, nascido em 18 de novembro de 1964
- Nicholas Timothy Charles Knatchbull, nascido em 18 de novembro de 1964 e morto, aos catorze anos, em 27 de agosto de 1979, por uma bomba do IRA.

## Títulos e estilos
- 14 de fevereiro de 1924 - 23 de agosto de 1946: Senhorita Patricia Mountbatten
- 23 agosto de 1946 - 26 de outubro de 1946: A Honorável Patricia Mountbatten
- 26 de outubro de 1946 - 27 de agosto de 1979: A Muito Honorável a Baronesa Brabourne
- 27 de agosto de 1979 - 23 de setembro de 2005 : A Muito Honorável Condessa Mountbatten de Burma, Baronesa Brabourne
- 23 de setembro de 2005 - 13 de junho de 2017: A Muito Honorável Condessa Mountbatten de Burma, Baronesa viúva Brabourne